# 아이윈플러스
아이윈플러스(iWin Plus Co. Ltd.)는 대한민국의 이미지센서 패키징 기업이다. 본사는 충청북도 청주시 흥덕구 옥산면 과학산업1로 114에 위치해 있으며 대표이사는 이준식이다.

## 사업
양자보안사업

## 같이 보기
- 양자컴퓨터

## 참고문헌
1. ↑  아이윈플러스, ‘MCP 구조 이미지센서 열 방출 패키지’ 개발, 이데일리, 2024년 5월 28일
2. ↑  아이윈플러스, 40억 규모 사모 전환사채권 발행 등, 인포스톡데일리, 2024년 5월 29일